# Grafschaft Porhoët
Die Grafschaft Porhoët (zeitweise auch Vizegrafschaft Porhoët) mit dem Hauptort La Trinité-Porhoët im Département Morbihan in der Zentralbretagne bestand im 11. bis 16. Jahrhundert. Anfangs handelte es sich um einen Titel, mit dem Mitglieder der herzoglichen Familie (Haus Rennes) versorgt wurden, später um eine Vizegrafschaft in Händen der Rohan mit ihrem Zentrum auf Schloss Josselin.
Nach dem Aussterben der Vizegrafen Mitte des 13. Jahrhunderts gab Herzog Peter Mauclerc Porhoet als Grafschaft seiner Tochter Yolande († 1272). Ein halbes Jahrhundert später befand sich das Land drei Generationen lang im Besitz des Grafen von Alençon.  Anfang des 15. Jahrhunderts hatte dann Olivier V. de Clisson die Grafschaft inne, die er über seine Tochter erneut an die Rohan vererbte. Nach dem Tod des letzten Rohan dieser Linie 1527 wurde der Titel nicht mehr geführt.

## Haus Rennes
- Judicael, † 1037, Graf von Porhoët, jüngerer von Conan I. Herzog von Bretagne
- Eudes, † 1095, Graf von Porhoet, Sohn von Gottfried I. Boterel, Graf von Penthièvre (Haus Rennes)

## Haus Rohan

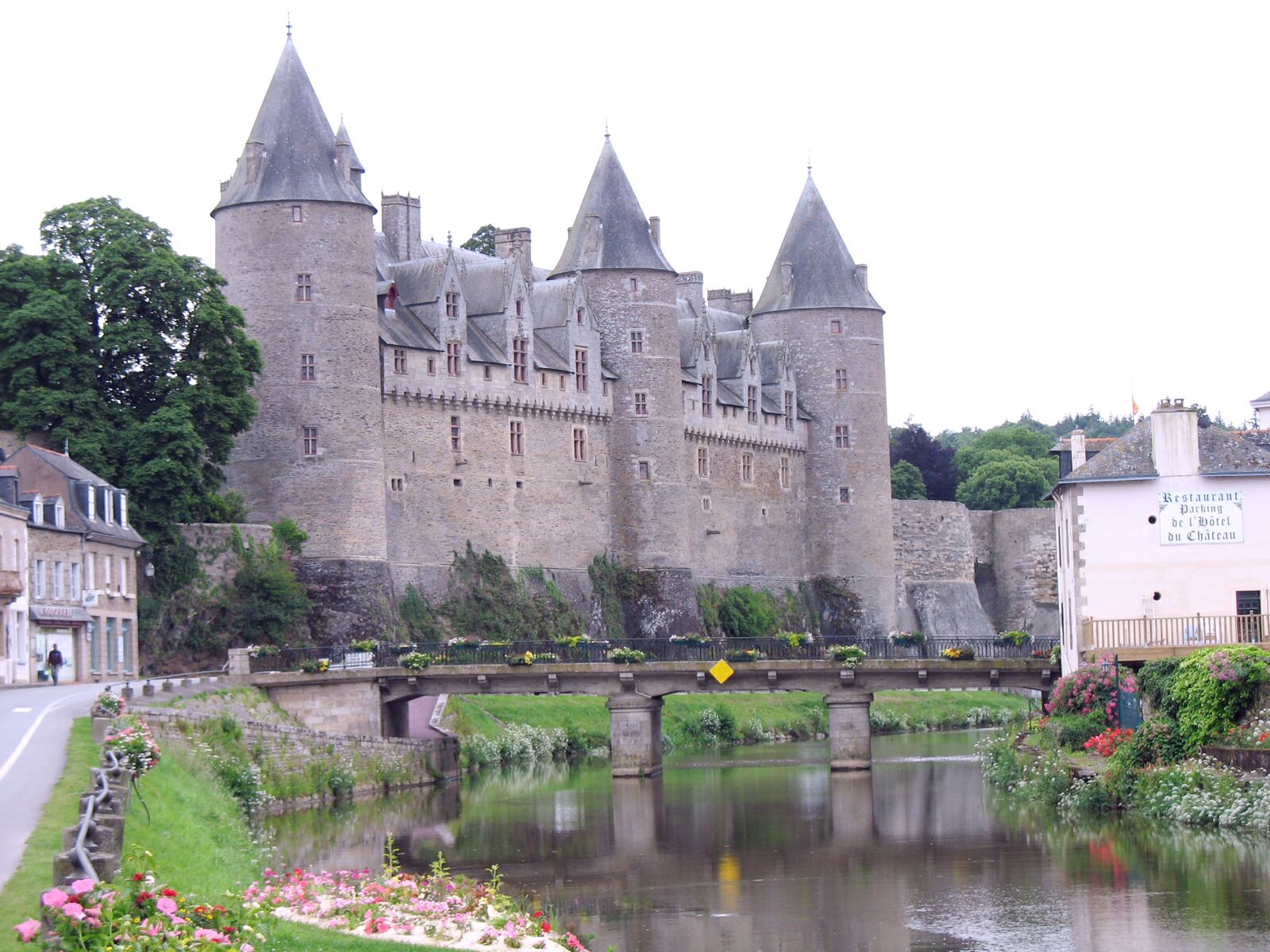
Schloss Josselin

- Guethenoc, Vicomte de Châteautro-en-Porhoët 1008/21
- Eudon I., Vicomte de Porhoët et de Rennes 1066/92, dessen Enkel
- Geoffroy, Vicomte de Porhoët 1119, † 1141, dessen Sohn
- Josselin, Vicomte de Porhoët 1105/24, dessen Bruder, auch Bruder von Alain I. Vicomte de Rohan
- Eudon II., Graf von Porhoët, 1148/56 Herzog von Bretagne, † nach 1168, Sohn Geoffroys
- Eudon III., Graf von Porhoët, † 1234, dessen Sohn
- Mathilde, Vicomtesse de Porhoët, dessen Tochter; ⚭ Geoffroi Graf von Fougères
- Yolande, Gräfin von Porhoët und Penthièvre, † 1272, Tochter von Peter Mauclerc Herzog von Bretagne

## Haus Valois-Alençon
- Karl II. (Charles) von Valois, X 1346 in der Schlacht bei Crécy, 1326 Graf von Alençon, Chartres, Le Perche, Porhoët, Joigny
- Karl III. von Valois, † 1375, 1346–1361 Graf von Alençon
- Peter II. (Pierre II.) (* wohl 1340, † 1404) 1361 Graf von Alençon, 1367 Vizegraf von Domfront, 1370 Vizegraf von Beaumont-au-Maine, 1377 Graf von Porhoët und Le Perche;

## Haus Rohan
- Olivier V. de Clisson, † 1407, Graf von Porhoët
- Béatrix de Clisson, † 1448, Gräfin von Porhoët, dessen Tochter; ⚭ Alain VIII. de Rohan, Vicomte de Rohan
- Alain IX. Vicomte de Rohan, † 1462, Graf von Porhoët
- Alain, X 1449, Graf von Porhoët, dessen Sohn
- Jean II. de Rohan, † 1516, Vicomte de Rohan, Vicomte de Léon, Comte de Porhoët, dessen Bruder
- Jacques I., † 1527, 1516 Vicomte de Rohan et de Léon, Comte de Porhoët
  - Anne de Rohan, † 1529, dessen Schwester; ⚭ Pierre II. de Rohan, X 1525, Vicomte de Carentan
- René I., X 1552, deren Sohn, Vicomte de Rohan, Comte de Porhoët
- Henri I., † 1575, dessen Sohn, Vicomte de Rohan, Comte de Porhoët
- René II., † 1586, dessen Bruder, Vicomte de Rohan, Comte de Porhoët
- Henri II., X 1638, dessen Sohn, 1603 Duc de Rohan
- Marguerite de Rohan, † 1684, dessen Tochter, 1639 Duchesse de Rohan et de Frontenay, 4. Princesse de Léon, Princesse de Soubise, Comtesse de Porhoët, Marquise de Blain et de La Garnache, Comtesse de Lorges etc.; ⚭ Henri Chabot, 1648 Duc de Rohan

## Haus Rohan-Chabot
- Louis de Rohan-Chabot, † 1727, deren Sohn, 2. Duc de Rohan etc., Comte de Porhoët
- Louis Bretagne Alain de Rohan-Chabot, † 1738, dessen Sohn, 3. Duc de Rohan etc., Comte de Porhoët
- Louis Marie Bretagne Dominique de Rohan-Chabot, † 1791, dessen Sohn, 4. Duc de Rohan etc., Comte de Porhoët